# Old Chicago Main Post Office
L'Old Chicago Main Post Office è un edificio di Chicago costruito nel 1921 e progettato da Graham, Anderson, Probst & White. Impiegato come ufficio postale fino al 1997, è stato venduto ad un privato nel novembre 2009 per circa 20 milioni di dollari.
Nel 2001 è stato inserito nel National Register of Historic Places.
L'edificio è stato usato per le riprese dei film Batman Begins (2004) e Il cavaliere oscuro (2008).